# Răzvan Penescu
Răzvan Penescu – rumuński szermierz. Uczestnik Letnich Igrzysk Olimpijskich 1928 w Amsterdamie.

## Igrzyska Olimpijskie 1928
Răzvan Penescu uczestniczył w zarówno w turnieju indywidualnym, jak i drużynowym szpadzistów rozgrywanych w ramach Letnich Igrzysk Olimpijskich 1928 w Amsterdamie. Podczas turnieju indywidualnego Penescu wygrał w pierwszej rundzie 5 walk, natomiast w ćwierćfinale 4.
W turnieju drużynowym wygrał 7 razy i był najlepszym zawodnikiem w reprezentacji Rumunii.